# 科斯米林
48°52′58″N 25°14′42″E / 48.88278°N 25.24500°E
科斯米林（烏克蘭語：Космирин）是烏克蘭的村落，位於該國西部捷爾諾波爾州，由喬爾特基夫區負責管轄，處於德涅斯特河畔，分別距離斯廷卡1.5公里和納貝雷日內3公里，面積2.5平方公里，2001年人口948。